# Morze Samar
Morze Samar – niewielkie morze w obrębie archipelagu Filipin położone pomiędzy wyspami: Masbate na zachodzie, Leyte na południu, Samar na wschodzie i Luzon na północy.
Przez cieśninę San Bernardino na północnym wschodzie jest połączone z Morzem Filipińskim, przez cieśninę San Juanico na południowym wschodzie z zatoką Leyte. Z morzem Visayan na południowym zachodzie, przez cieśniny Masbate i Ticao północnym wschodzie z morzem Sibuyan. Największą wyspą morza Visayan jest Biliran.